# المأمور وودي
المأمور وودي أو وودي (بالإنجليزية: Sheriff Woody)‏ هو شخصية خيالية في أفلام حكاية لعبة.

## المظهر

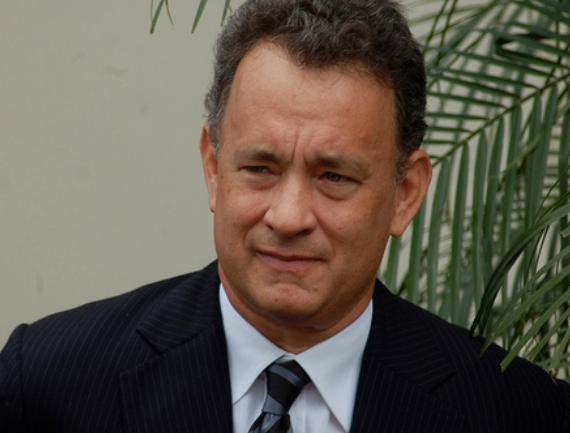
توم هانكس، ممثل صوت وودي الإبتدائي

### حكاية لعبة 3
في حكاية لعبة 3 يصبح أندي في 17 من عمره ويتحضر للمغادرة إلى الكلية. يحتار أندي أحذ وودي معه، ويضع بقية الألعاب في حقيبة قمامة ليتم تخزينها في العلية، لكن والدة أندي وضع في القمامة بالخطأ، وتمكنوا من الفرار من شاحنة القمامة. يحاول وودي إقناعهم بأن أندي لم يكن ينوي التخلص منهم، لكنهم رفضوا تصديقه. عندما تجد اللعب أنفسها في مركز الرعاية إختاروا البقاء، يحاول وودي العودة إلى أندي، لكنه يؤخذ من قبل فتاة صغيرة تدعى بوني عوضاً عن ذلك، حيث أصبح صديقاً لألعابها. لاحقاً، يعود وودي إلى مركز الرعاية، حيث تم سجنهم من قبل زعيم العصابة لوتسو. ساعدهم وودي على الهروب، ولكن في مواجهة مع لوتسو تم سحبه إلى القمامة وشاحنة القمامة تقترب، إجبار بقية ألعاب اندي للذهاب إلى جانبه أيضا. تقدموا إلى القمامة، على الرغم من محاولاتهم لتغيير قلبه، تخلى عنهم لوتسو إلى موتهم على الحزام الناقل المتوهجة إلى المحرقة. استقال لمصريهم، تم إنقاذهم في اللحظات الأخيرة من قبل اللعب الفضائية. العودة إلى أندي، وودي مفتعل للكل أن يتم تقديمهم إلى منزل بوني، حيث قبل أندي على الاستمتاع بالحياة مع المالك الجديد. يسوق أندي بعيداً إلى الكلية، يقول وودي وداع عاطفي وأخير له، يقول «الوداع، صديقي».

## وصلات خارجية
- المأمور وودي في قاعدة بيانات الأفلام على الإنترنت